# Reprezentacja Francji U-19 w piłce nożnej mężczyzn

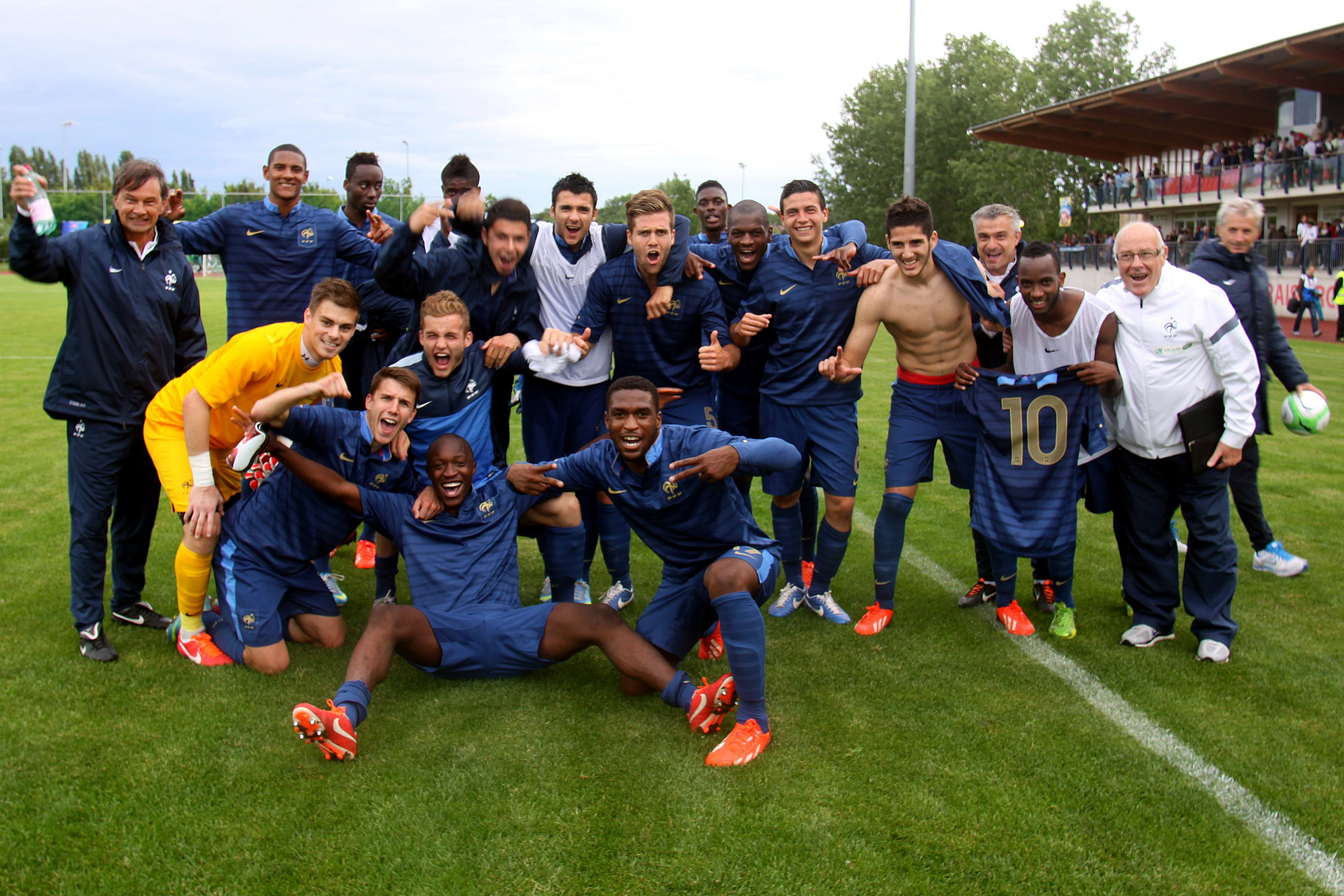
Reprezentacja Francji U-19 w piłce nożnej (2013)

Reprezentacja Francji U-19 w piłce nożnej – juniorska reprezentacja Francji, sterowana przez Francuski Związek Piłki Nożnej. Jest powoływana przez selekcjonera, w niej występować mogą wyłącznie zawodnicy posiadający obywatelstwo francuskie i którzy w momencie przeprowadzania imprezy docelowej (finałów mistrzostw Europy) nie przekroczyli 19 roku życia.
W 2005 i 2010 roku reprezentacja została mistrzem Europy do lat 19.

## Występy w ME U-19
- 2002: Nie zakwalifikowała się
- 2003: 7 miejsce
- 2004: Nie zakwalifikowała się
- 2005: Mistrzowie
- 2006: Nie zakwalifikowała się
- 2007: 3 miejsce
- 2008: Nie zakwalifikowała się
- 2009: 3 miejsce
- 2010: Mistrzowie
- 2011: Nie zakwalifikowała się

## Obecny skład
| Aktualny skład reprezentacji Francji U-19 w piłce nożnej |         |                  |                  |                    |
| Trener → Philippe Bergeroo                               |         |                  |                  |                    |
| Nr                                                       | Pozycja | Imię i nazwisko  | Data urodzenia   | Klub               |
| 1                                                        | BR      | Zacharie Boucher | 7 marca 1992     | Le Havre AC        |
| 2                                                        | OB      | Dennis Appiah    | 9 czerwca 1992   | AS Monaco          |
| 3                                                        | OB      | Alassane Tambe   | 26 stycznia 1992 | PSG                |
| 4                                                        | OB      | Loïck Landre     | 5 maja 1992      | PSG                |
| 5                                                        | OB      | Darnel Situ      | 18 marca 1992    | RC Lens            |
| 6                                                        | PO      | Nampalys Mendy   | 23 czerwca 1992  | AS Monaco          |
| 7                                                        | PO      | Cheick Doukouré  | 11 września 1992 | FC Lorient         |
| 8                                                        | PO      | Saphir Taïder    | 29 lutego 1992   | Grenoble Foot 38   |
| 9                                                        | NA      | Ishak Belfodil   | 29 stycznia 1992 | Olympique Lyon     |
| 10                                                       | PO      | Neeskens Kebano  | 10 marca 1992    | PSG                |
| 11                                                       | NA      | Yaya Sanogo      | 27 stycznia 1993 | AJ Auxerre         |
| 12                                                       | OB      | Jérémy Labor     | 19 marca 1992    | AS Monaco          |
| 13                                                       | OB      | Maxime Poundje   | 16 sierpnia 1992 | Girondins Bordeaux |
| 14                                                       | PO      | Rémi Mulumba     | 2 listopada 1992 | FC Lorient         |
| 15                                                       | NA      | Sega Keita       | 3 marca 1992     | Troyes AC          |
| 16                                                       | BR      | Abdoulaye Diallo | 30 marca 1992    | Stade Rennais      |
| 17                                                       | NA      | Benjamin Jeannot | 22 stycznia 1992 | AS Nancy           |
| 18                                                       | NA      | Anthony Derouard | 14 maja 1992     | Le Mans            |